# Hugo IV de Borgoña
Hugo IV de Borgoña (9 de marzo de 1213-Villaines-en-Duesmois, 27 de octubre de 1271) fue un noble francés y duque de Borgoña de 1218 hasta 1272, rey titular de Tesalónica (1266-1272). Hijo único de Eudes III y de Alicia de Vergy.
Se encontraba entre los nobles opuestos a la regente de Francia, Blanca de Castilla, y en 1229 atacó a su sostén, Teobaldo I de Navarra, conde de Champaña.
En 1238, partió a combatir en Tierra Santa en la conocida como cruzada de los barones, curiosamente liderada por Teobaldo I de Navarra, y regresó en 1241. Acompañó a su monarca San Luis en la Séptima Cruzada y fue hecho prisionero en Mansurah. Balduino II de Courtenay, Emperador latino de Constantinopla, le donó sus territorios del reino de Tesalónica a cambio de su ayuda para reconquistar Constantinopla.
Se casó en primeras nupcias en 1229 con Violante de Dreux (1212-1248), hija del conde Roberto III de Dreux y de Aénor, Señora de Saint-Valéry. De esta unión nacieron:
- Eudes (1230-1269), conde de Nevers, de Auxerre y de Tonnerre;
- Juan (1231-1267), señor de Borbón y conde de Charolais; abuelo de Luis I de Borbón
- Adelaida (1233-1273), casada en 1251 con el duque Enrique III de Brabante († 1261);
- Margarita (¿?-1277), casada en 1239 con Guillermo III de Mont-St-Jean († 1256) y luego, en 1259, con el vizconde Guido VI de Limoges († 1263)
- Roberto (1248-1306), Duque de Borgoña con el nombre de Roberto II.

Viudo, se volvió a casar con Beatriz de Champaña (1242-1295), hija de Teobaldo I, rey de Navarra y conde de Champaña, y de Margarita de Borbón-Dampierre. De esta unión nacieron:
- Beatriz (1260-1328), casada en 1276 con Hugo XIII, señor de Lusiñán, conde de La Marca y de Angulema (1259-1310);
- Hugo (1260-1288), señor de Montréal y vizconde de Avallon;
- Margarita († 1300), casada en 1272 con Juan I de Chalón, señor de Arlay (1259-1316);
- Juana († 1295);
- Isabel (1270-1323), casada en primeras nupcias con Rodolfo I de Habsburgo (1218-1291), emperador del Sacro Imperio Romano Germánico y luego con Pedro de Chambly, señor de Neauphle.